# Galerie Pierre Domec
La Galerie Pierre Domec, établie 33 rue Saint-Placide (Paris 6e), expose dans les années 1960 des peintres et sculpteurs de la nouvelle École de Paris.

## Historique
Pierre Domec (23 août 1920-22 mars 2011), né Pierre Jean Samuel Knechtli à Berne et de nationalité suisse, épouse en 1947 Jacqueline Avril avec qui il ouvre à partir du tout début des années 1960 la galerie Domec.
En 1997 est créée la Fondation Jacqueline et Pierre Domec. En 2011 un ensemble d'ouvrages de la bibliothèque de Pierre Domec, comprenant notamment des éditions originales des œuvres de Jean Paulhan, Jean Giraudoux et Louis-Ferdinand Céline, d'estampes et d'archives est légué à l'Académie française qui retient 293 titres pour 351 volumes ainsi qu'un fonds de 194 estampes et dessins comportant tout l'œuvre gravé de Jean Émile Laboureur, des lettres autographes, des documents manuscrits et des photographies. Les autres ouvrages sont dispersés au profit de l'Académie à l'Hôtel Drouot (Ghislaine Kapandji et Élie Morhange, commissaires-priseurs) le 18 octobre 2012. La vente de peintures de la collection Pierre Domec (Robert Lapoujade, Paul Kallos, Émile Compard, Roger Chastel et Robert Wogensky) a également été annoncée.

## Expositions
La galerie expose notamment :
- Lapoujade, Peintures sur le thème des émeutes, triptyque sur la torture, Hiroshima, 10 mars-15 avril 1961
- Marcel Bouqueton, 1961
- Jean Coulot, 24 octobre-25 novembre 1961
- Constantin Andréou, Sculptures, 5 mai-1er juin 1961
- Gastaud, Gouaches, dessins, 28 novembre-23 décembre 1961
- Robert Wogensky, Peintures, 9-31 mars 1962
- Pierre Olivier,  10 octobre-3 novembre 1962.
- Antonio, Bueno, V. Berti, Loffredo... : cinq peintres de Florence, 23 nov-12 décembre 1962
- Cinq artistes grecs, 4-29 février 1964
- Géula Dagan, Rythmes de la nature, peintures, 28 avril-6 juin 1964
- Paul Kallos, 1964
- Robert Lapoujade, Portraits et compositions, 6 mai-12 juin 1965
- Alexandre Bonnier, 1965
- Paul Kallos, 1965
- Paul Kallos, 2 avril-12 mai 1966
- Marthe Arnould présente Image et signification dans l'exemple des hiéroglyphes égyptiens, 21 janvier-19 février 1966
- Paul Kallos, 1967
- Gala Barbisan,  21 novembre 1967-janvier 1968
- Lorris Junec, 2 mars- 26 avril 1969
- Wilhelm Wik, 21 avril-19 mai 1971
- Victor Martinez, 1971
- Gilles-Murique, 25 mai-26 juin 1971

Des expositions collectives ont également présentées Bertholle, Gastaud, Kijno, Lapicque, Lapoujade, Jean Le Moal, Pignon, Jean Vaugeois, Robert Wogensky en 1962 (Petits formats) ainsi que des œuvres de Szenes (1967) et de Benanteur.

## Catalogues
Parmi les catalogues publiés par Pierre Domec :
- Lapoujade, préface de Jean-Paul Sartre (Le peintre sans privilège, texte repris dans Situations IV, Paris, Gallimard, 1964), 1961
- Coulot, préface de Jean Lescure, 1961
- Andréou, préface de René de Solier, 1961
- Gastaud, préface de René de Solier, 1961
- Robert Wogensky, préface de Jean Paulhan, 1962 (expositions galerie Pierre Domec et La demeure)
- Cinq artistes grecs, 1964
- Géula Dagan, avant-propos de Geula Dagan, préface de Dora Vallier, 1964
- Lapoujade, préface de Marguerite Duras, 1965
- Alexandre Bonnier, texte d'André Pieyre de Mandiargues, 1965
- Gala Barbisan, textes de Colette Audry, Camille Bourniquel, Pierre Gascar, Jean Guichard-Meili, etc., Éditions de Minuit, 1967 (publié à l'occasion de l'exposition)
- Paul Kallos, préface de Robert Marteau, 1966
- Lorris Junec, préface de Georges Borgeaud (Lorris Junec ou La grâce de peindre, 1969
- Wilhelm Wik, 1971
- Victor Martinez, préface de Henry Galy-Carles, 1971.
- Gilles Murique, avant-propos de Françoise Mallet-Joris, préface de Georges Borgeaud ( Sources secrètes de Gilles-Murique), 1971